# Kartoffelkroketter
Kartoffelkroketter er små friterede runde eller aflange boller af kartoffelmos, som er vendt i hvedemel, æg og rasp. Evt. krydret med muskatnød.
Kartoffelkroketter spises som tilbehør til kødretter i stedet for kogte kartofler, ris eller pasta.
I andre lande kender man også kroketter af kød, fars eller fisk og med fyld af rejer, ost, skinke og tyk bechamelsauce.
Kroketter kendes som croquettes i Frankrig siden 1700-tallet, men er udbredt til hele Europa og andre verdensdele.